# Teufelssee (Nuthetal)
Der Teufelssee ist ein See südlich von Potsdam in der Nähe des Großen Ravensberges auf dem Gebiet von Bergholz-Rehbrücke, einem Ortsteil von Nuthetal.

## Entstehung
Der Teufelssee bei Potsdam ist ein so genanntes Toteisloch. Es entstand während der letzten Eiszeit vor etwa 20.000 Jahren. Beim Abschmelzen der gewaltigen Gletscher kam es häufig vor, das Gletscherzungen abbrachen. Diese wurden dann von abgeschwemmten Sand- und Kiesmassen überlagert. Oft vergingen Jahrtausende, bis auch diese Toteisblöcke bei allmählicher Erwärmung abgeschmolzen waren. Das sich bildende Toteisloch liegt hier über einem wasserundurchlässigen, tonigen Untergrund. So konnte es sich mit Schmelzwasser füllen. Ein kleines, mit 7 Meter ziemlich tiefes Gewässer blieb zurück, das sogar tiefer als die größeren Havelseen ist. Nordwestlich des Sees, etwa 1,2 km entfernt, befindet sich das heute von Wald umgebene Moosfenn.
Das Fenn hat sich in einer tiefen, abflusslosen Senke gebildet. Diese Senke entstand ebenfalls durch das Abtauen eines Toteisblockes über einem wasserundurchlässigen Untergrund. Der kleine See ohne Abfluss, der auch hier einmal existierte, ist in der Nacheiszeit verlandet. Bei dem extrem nährstoffarmen Untergrund hat sich ein Hochmoor mit einer Reihe charakteristischer Merkmale und einer ganz typischen Vegetation gebildet.
Der Große Ravensberg ist 108,2 m hoch und gehört zu einem etwa 20 km langen Endmoränenzug, der als Zauche-Hochfläche mit dem Brauhausberg im Potsdamer Stadtgebiet beginnt und über den Großen und Kleinen Ravensberg nach Süden verläuft. Der Kleine Ravensberg ist 114,2 m hoch, also höher als der Große. Während der letzten Eiszeit wurden durch den von Osten her stauchenden Inlandgletscher gewaltige Sand- und Kiesmassen aufgehäuft. Die Ravensberge überragen das ihnen im Osten vorgelagerte Grundmoränengebiet und die Niederung des Springbruchs um mehr als 80 m.

## Flora und Fauna
An dem recht steil abfallenden Ufer des Teufelssees gibt es so gut wie keinen Röhrichtgürtel. Im Wasser finden wir die Kanadische Wasserpest, Schwimmendes Laichkraut und Wassermoos. Der See wird als Laichgebiet für die Erdkröte beschrieben. Früher gab es zahlreiche Fischarten im See. Waldtiere bevorzugen den See als Tränke.

## Die Sage vom Teufelssee
Die Sage vom Teufelssee geht zurück in die Zeit vor der Entstehung des Sees und beschreibt das Gebiet am Fuße des Ravensberges als Stätte der Teufelsanbetung. Das slawische Volk der Wenden hätte hier ursprünglich ihre heidnischen Götzen verehrt und dies wurde auch noch nach der Christianisierung des Landstrichs heimlich getan. Der Teufel habe allerdings das wendische Götzenbild entfernt, um es mit seinem eigenen Abbild zu ersetzen. Die Wenden beteten nun dieses und damit den Teufel an. Sie bemerkten den Betrug nicht, da sie jeweils nur nachts ihre heimlichen Opfer veranstalteten.
Als konventionelle Bestrebungen der Unterbindung dieser Opferungen durch die örtliche Geistigkeit im märkischen Sande verliefen, ließ der Bischof von Brandenburg einen italienischen Mönch und Exorzisten rufen, der nach einigen Nachforschungen zuerst ein Ketzergericht abhielt und dann mit der Unterstützung der örtlichen Bevölkerung sowie einigen magischen Ritualen das Teufelsbild entfernte. Durch die Beschwörungen des Mönches versank es in der Erde und an dieser Stelle entstand der See. Wie die Sage allerdings abschließend in Aussicht stellt, verschwand das Böse nie ganz von diesem Ort.

## Weblinks

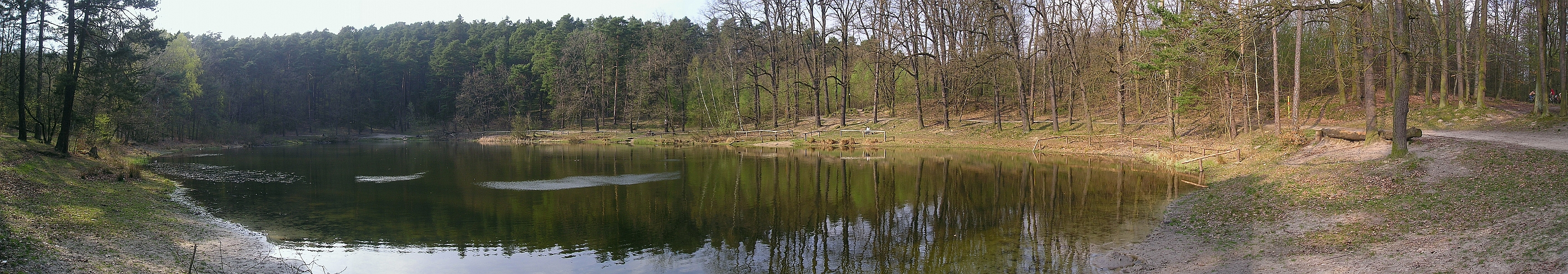
Panoramabild über den Teufelssee